# Ничия жена
Ничия жена (на испански: Mujer de nadie) е мексиканска теленовела, режисирана от Хуан Пабло Бланко и Фабиан Корес и продуцирана от Жисел Гонсалес Салгадо за ТелевисаУнивисион през 2022 г. Версията, написана от Леонардо Бечини, Мария Елена Лопес и Клаудио Ласели, е базирана на теленовелата Любовта ми е моят грях от 2004 г., създадена от Лиляна Абуд.
В главните роли са Ливия Брито и Маркус Орнелас, а в отрицателните роли са Асела Робинсън, Синтия Клитбо, Кармен Ауб, Арап Бетке, Мария Пенея, Хуанита Ариас, Франсиско Писаня и Плутарко Аса. Специално участие вземат Але Мюлер, Вероника Мерчант, Вероника Ланхер и Адалберто Пара.

## Сюжет
Лусия живее в Чолула с баща си Хакобо и мащехата си Исаура, която е амбициозна и жестока жена. Лусия е влюбена в Алфредо, но той иска само да се възползва от нейната невинност и чистота. Когато Хакобо получава сърдечен удар, Алфредо и Исаура се стремят да предложат Лусия на Ериберто, най-богатият и най-могъщият човек в града, който е влюбен в Лусия. Докато се опитва да избяга от Ериберто, Лусия среща Фернандо, в когото се влюбва. Тя е изгонена от дома си по нареждане на Ериберто трябва да живее с леля си Алехандра, сестрата на майка си, която живее с Касилда, нейната кръстница. Лусия и Фернандо трябва да се изправят срещу враговете си, които се противопоставят на тяхното щастие.

## Актьори
- Ливия Брито – Лусия Арисменди
- Маркус Орнелас – Фернандо Ортега
- Кармен Ауб – Роксана
- Асела Робинсън – Алехандра
- Синтия Клитбо – Исаура
- Мария Пенея – Касилда
- Вероника Мерчант – Пилар
- Плутарко Аса – Рафаел
- Франсиско Писаня – Педро
- Але Мюлер – Клаудия
- Арап Бетке – Алфредо
- Вероника Ланхер – Марта
- Адалберто Пара
- Серхио Бония – Диего
- Алекса Мартин – Мишел
- Игнасио Рива Паласио – Нестор
- Луис Ариета – Карлос
- Игнасио Тахан – Леонардо
- Хуанита Ариас – Паулина
- Клариса Гонсалес – Силвия
- Роберто Сото
- Кристел Клитбо – Антония
- Роса Мария Бианчи – Хертрудис
- Марко Тревиньо – Хакобо

## Премиера
Премиерата на Ничия жена е на 13 юни 2022 г. по Las Estrellas. Последният 45. епизод е излъчен на 12 август 2022 г.

## Продукция
Теленовелата е обявена като част от предстоящите проекти, продуцирани за ТелевисаУнивисион, на 26 ноември 2021 г. Снимките и продукцията на теленовелата започват на 9 март 2022 г., а официалният снимачен период започва на 14 март и приключва на 6 юли 2022 г. Разработването на сценария и адаптацията на теленовелата се поемат от Леонардо Бечини, Мария Елена Кастаниеда и Клаудио Ласели, режисурата е поверена на Фабиан Корес и Хуан Пабло Бланко, в допълнение към Армандо Сафра и Даниел Ферер като оператори и Уго Муньос и Хуан Карлос Ласо като фотографи. Теленовелата е представена на 17 май 2022 г., като част от телевизионния сезон 2022-23 на ТелевисаУнивисион.

### Кастинг
На 11 ноември 2021 г. в електронните медии се спекулира, че актрисата Адриана Лувие ще вземе главната роля, след като се отдалечава от актьорството и най-вече от теленовелите (последната теленовела, в която участва е Поддавам се на изкушението от 2018 г.), но не не се стига до преговори. На кастинга за главната женска роля се явяват актрисите Есмералда Пиментел, Скарлет Грубер, Паулина Давила, Касандра Санчес Наваро и Але Мюлер. През същия месец Синтия Клитбо, Найлеа Норвинд и Лаура Кортес се явяват на прослушване за главната отрицателна роля.
На 12 февруари 2022 г. Хуанита Ариас е потвърдена като един от злодеите в историята. На 9 март 2022 г. са потвърдени участията на Кармен Ауб, Асела Робинсън, Синтия Клитбо, Мария Пенея, Ливия Брито и Маркус Орнелас, като на последните двама са поверени главните роли. На 10 март 2022 г. е потвърдено завръщането на актрисата Вероника Мерчант в редиците на компания Телевиса, като последната теленовела на компанията, в която участва, е Светлина на пътя от 1998 г., и в продължение на 24 години работи в компания ТВ Ацтека. На 17 март 2022 г. Арап Бетке се присъединява към актьорския състав като главен злодей в историята.

## Версии
- Любовта ми е моят грях (2004), мексиканска теленовела, създадена от Лиляна Абуд и продуцирана от Ернесто Алонсо за Телевиса, с участието на Ядира Карийо, Серхио Сендел и Алесандра Росалдо.